# مالی اورالا
مالی اورالا (به لاتین: Maly Urala) یک منطقهٔ مسکونی در روسیه است که در داغستان واقع شده‌است.